# コマヤグア県
コマヤグア県（スペイン語: Departamento de Comayagua）は、18あるホンジュラスの県のひとつである。県都はコマヤグア。

## 地勢
- 人口　390,643人（2005年）
- 面積　5,196 km²

## 隣接する県
- ヨロ県
- フランシスコ・モラサン県
- ラパス県
- インティブカ県
- サンタ・バルバラ県
- コルテス県

## 下位行政区
県は下記の21市からなる。
1. アフテリケ (Ajuterique)
2. コマヤグア (Comayagua)
3. エル・ロサリオ (El Rosario)
4. エスキアス (Esquías)
5. ウムヤ (Humuya)
6. ラ・リベルター (La Libertad)
7. ラマニ (Lamaní)
8. ラス・ラハス (Las Lajas)
9. ラ・トリニダー (La Trinidad)
10. レハマニ (Lejamaní)
11. メアンバー (Meámbar)
12. ミナス・デ・オロ (Minas de Oro)
13. オホス・デ・アグア (Ojos de Agua)
14. サン・ヘロニモ (San Jerónimo)
15. サン・ホセ・デ・コマヤグア (San José de Comayagua)
16. サン・ホセ・デル・ポトレーロ (San José del Potrero)
17. サン・ルイス (San Luis)
18. サン・セバスティアン (San Sebastián)
19. シグアテペケ (Siguatepeque)
20. タウラベ (Taulabé)
21. ビジャ・デ・サン・アントニオ (Villa de San Antonio)